# Račin
Račin (korejsky 라진구역) je jeden z obvodů severokorejského města Rasonu. K roku 2005 v něm žilo přes šestašedesát tisíc obyvatel.

## Poloha
Račin leží na pobřeží Japonského moře ve vzdálenosti přibližně jen dvacet kilometrů od rusko-severokorejské státní hranice. V rámci Severní Korey leží na jejím severovýchodě. Je hospodářským jádrem Rasonu, neboť je zde přístav a kontejnerový terminál navazující na železniční tratě do nedalekého Ruska a nedaleké Čínské lidové republiky.